# جيفري جون (قسيس)
جيفري جون (بالإنجليزية: Jeffrey John)‏ هو قسيس بريطاني، ولد في 10 فبراير 1953 في Tonyrefail ‏ في المملكة المتحدة.